# South Stormont
South Stormont è un comune del Canada, situato nella provincia dell'Ontario, nelle Contee unite di Stormont, Dundas e Glengarry.